# Knautia timeroyi
Knautia timeroyi är en tvåhjärtbladig växtart som beskrevs av Jordan. Knautia timeroyi ingår i släktet åkerväddar, och familjen Dipsacaceae. Inga underarter finns listade i Catalogue of Life.